# Ingrid Winkler

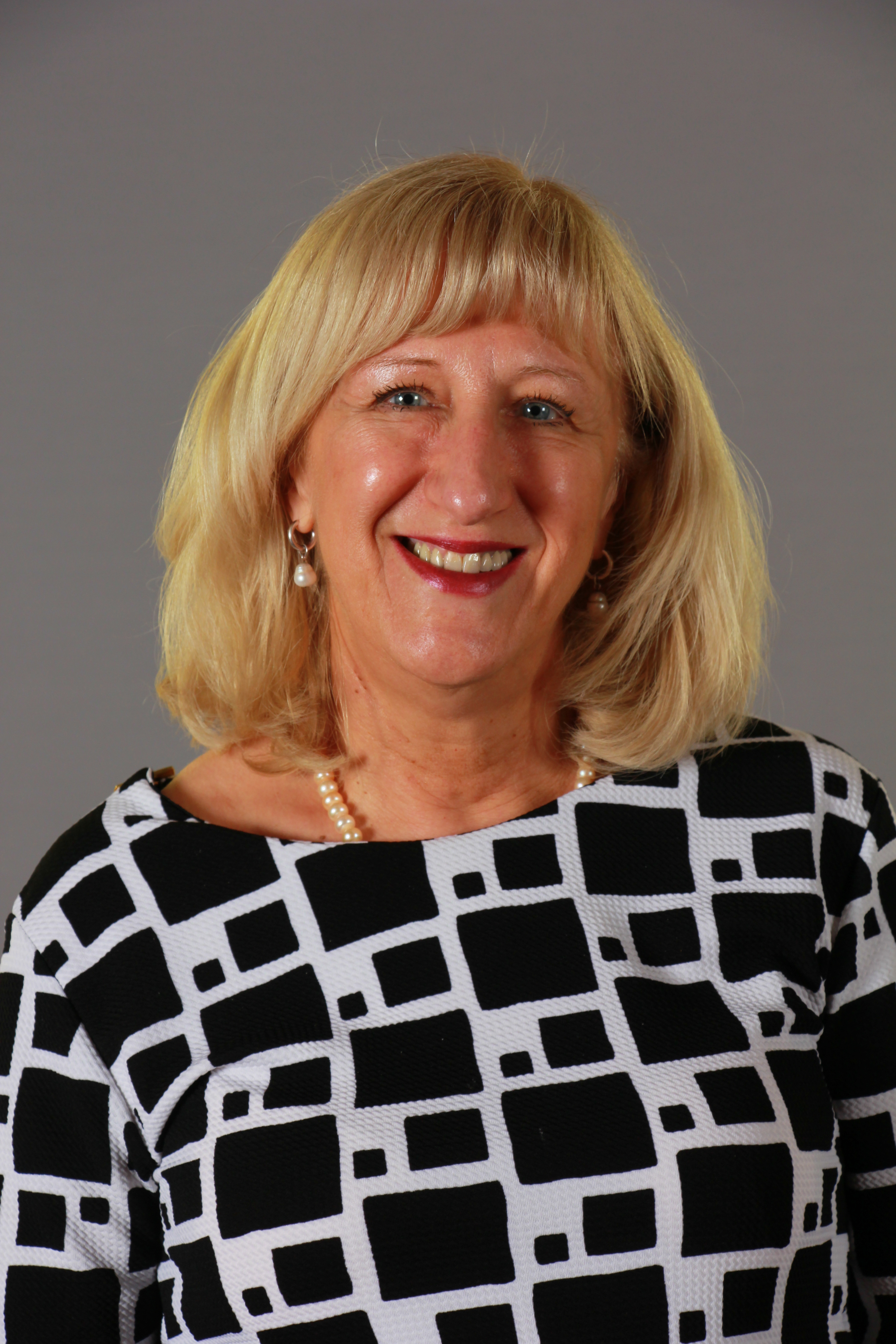
Ingrid Winkler (2017)

Ingrid Winkler (geborene Weiss) (* 22. Oktober 1958) ist eine österreichische Politikerin (SPÖ). Sie war von 2013 bis 2018 Mitglied des österreichischen Bundesrates.

## Ausbildung und Beruf
Winkler besuchte zunächst die Volks-, Haupt- und Handelsschule und absolvierte von 1985 bis 1986 einen Bilanzbuchhalterlehrgang mit Abschlussprüfung. Zudem besuchte sie von 1991 bis 1993 einen Betriebwirtschaftlehrgang mit universitärem Charakter. Beruflich war Winkler von 1976 bis 1986 als Sachbearbeiterin mit umfassender Klientenbetreuung in der Steuerberatungskanzlei Dkfm. Rudolf Scheicher beschäftigt. Sie arbeitete danach von 1986 bis 1989 als Leiterin des Rechnungswesen in der Seminarhotel Baden BetriebsgmbH und war danach von 1989 bis 1998 in derselben Funktion bei der Druck- und Verlagsanstalt Gutenberg GmbH aktiv. Zwischen 1998 und 2000 arbeitete sie als Alleingeschäftsführerin bei der Druck- und Verlagsanstalt Gutenberg GmbH, von 2000 bis 2004 war sie zudem als Geschäftsführerin für Finanzen, Rechnungswesen, Controlling und IT bei der Leykam Universitätsbuchdruckerei GmbH aktiv, wobei sie strategische Konzepte verfasste und an der Umsetzung der Strukturanpassungen im Zug des Fusionsprozesses arbeitete. Winkler war von 2003 bis 2004 zudem Konzerncontrollerin und Geschäftsführerin der Liegenschaftsverwaltung Let`s Print Holding AG. Von 2004 bis 2005 arbeitete Winkler für die Echo Werbeagentur.
2005 trat sie schließlich in den Dienst der Wiener Neustadt Holding Gesellschaft mbH, wo sie als Assistentin der Geschäftsführung mit Schwerpunkt Neustrukturierung Verwaltung, Finanzen sowie von 2007 bis 2016 als Projektverantwortliche für die operative Umsetzung der Liegenschaftsausgliederung der Wohnhausanlagen der Stadtgemeinde Wiener Neustadt beschäftigt war. In dieser Funktion soll Winkler über Jahre inkorrekte Abrechnungen für die Wohnbauförderstelle des Landes sowie das Finanzamt wissentlich verantwortet und geduldet haben. Der Prozess wurde vor dem Landesgericht Wiener Neustadt ausgetragen und endete im Juli 2018 mit einer Diversion.

## Politik und Funktionen
Winkler ist seit 2000 Mitglied im Bezirksparteivorstand der SPÖ Bezirksorganisation Wiener Neustadt sowie Mitglied im Bezirksfrauenvorstand der SPÖ Bezirksorganisation Wiener Neustadt. Sie gehörte von 2005 bis 2012 den SPÖ Stadtfrauen Wiener Neustadt an und wurde 2006 Mitglied des Gemeinderates in Wiener Neustadt. Im selben Jahr wurde sie des Weiteren Mitglied im Bezirksparteivorstand und -ausschuss der SPÖ Stadtorganisation Wiener Neustadt, seit 2009 ist sie auch Vorsitzende der Sektion 10 in Wiener Neustadt. Winkler und von 2008 bis 2013 war sie Stadträtin für Finanzen, Wirtschaft- und Beteiligungen an Unternehmen und wurde am 24. April 2013 vom Niederösterreichischen Landtag in den Bundesrat gewählt. Vom 1. Jänner 2016 bis zum 31. Dezember 2017 war sie Vizepräsidentin des Bundesrats.
Nach der Landtagswahl in Niederösterreich 2018 schied sie mit 21. März 2018 aus dem Bundesrat aus.